# Věž žlutého jeřába

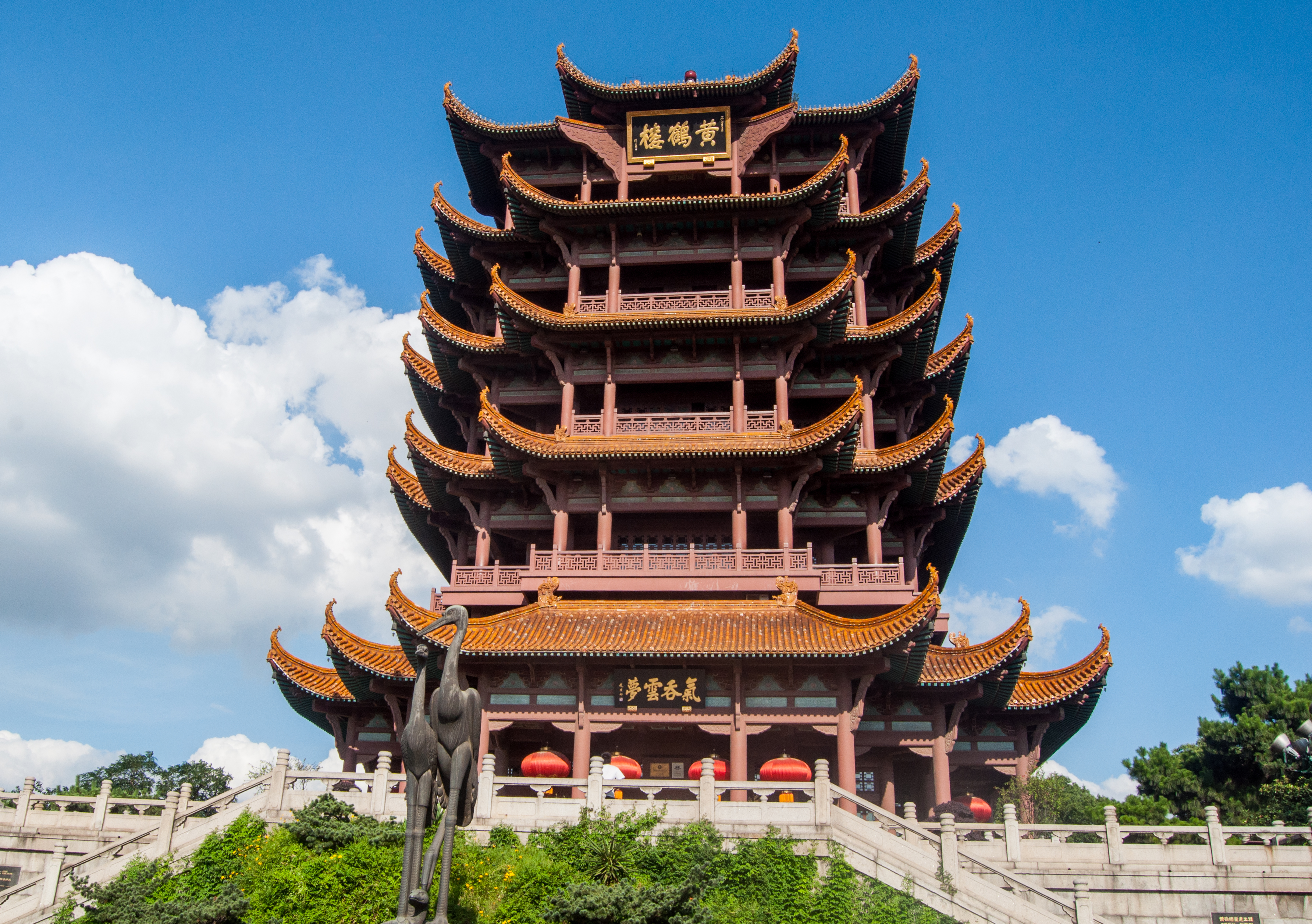
Věž žlutého jeřába

Věž žlutého jeřába (zjednodušená čínština: 黄鹤楼; tradiční čínština: 黃鶴樓; pchin-jin: Huánghè Lóu) je historická stavba ve městě Wu-Chan. Nejstarší záznamy o věži pocházejí z roku 223 n. l. Věž byla během své historie mnohokrát zničena, naposledy roku 1884 požárem. Současná budova byla postavena mezi lety 1981-1985, má pět pater a je vysoká 51,4 m. Stojí na Hadím kopci (蛇山), asi kilometr od původní lokace při břehu řeky Jang-c’-ťiang. Je považována za jednu ze Čtyř velkých věží Číny a jedná se o jednu z nejnavštěvovanějších památek ve městě Wu-chan.

## Současnost

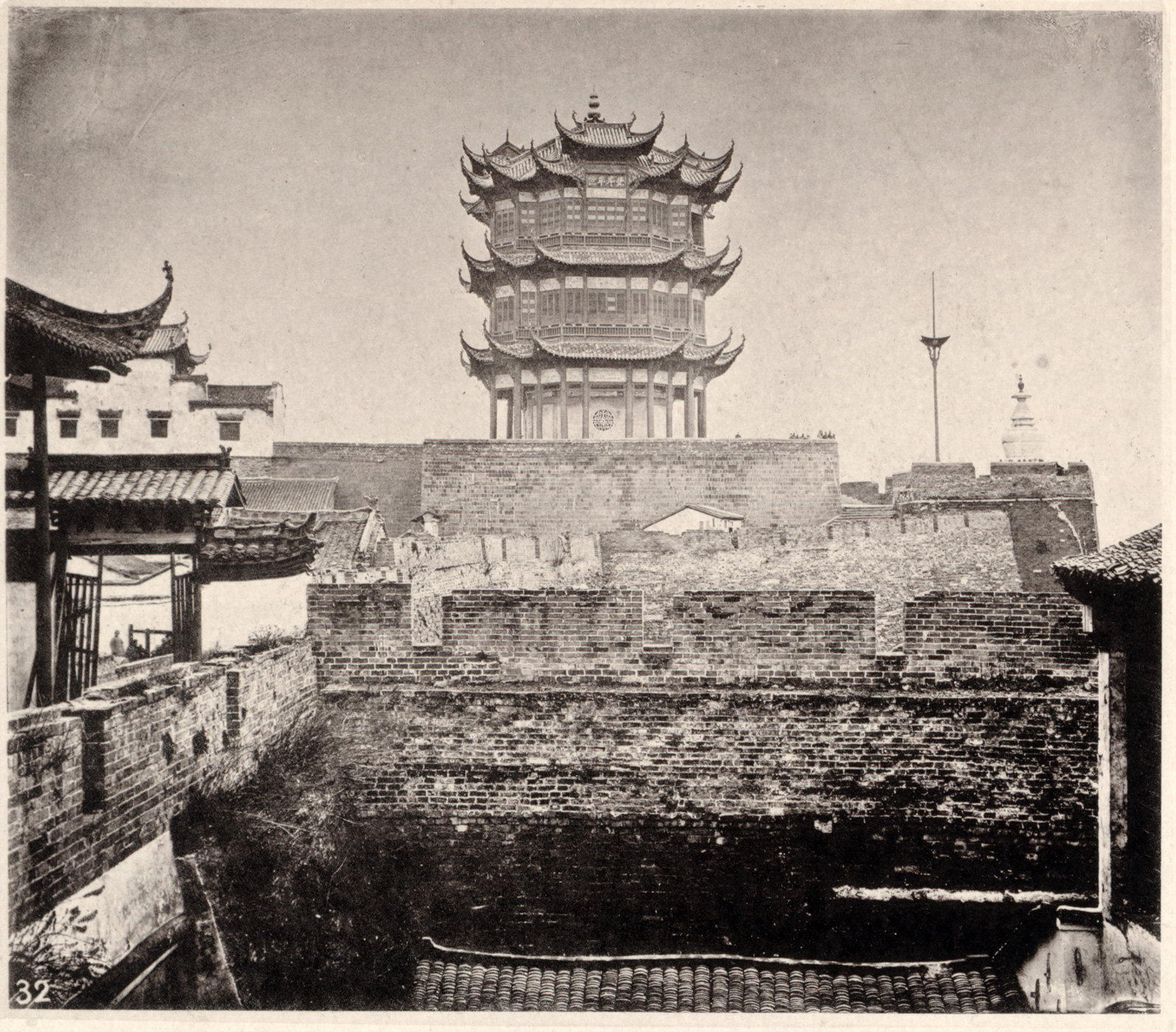
Věž žlutého jeřába v roce 1871

Poslední věž na původním místě byla postavena v roce 1868 a zničena v roce 1884. V roce 1907 byla poblíž tohoto místa postavena nová věž pojmenovaná jako „Věž Aolüe“. Současná Věž žlutého jeřába z roku 1985 je o dvě patra vyšší než její třípatrový předchůdce, při stavbě byly použity moderní materiály, zejména železobeton. Uvnitř budovy se nachází také výtah. V únoru 2003 prošla Věž žlutého jeřába první rozsáhlou rekonstrukcí od svého otevření v roce 1985. Renovace byla provedena především za účelem opravy čtyř desek na střeše budovy, přičemž desky byly reprodukovány při zachovaní původního rukopisu.
Vstupné k prosinci 2024 činí 70 juanů pro dospělé, 65 juanů při nákupu mobilní vstupenky jeden den předem. Vstup pro studenty, seniory ve věku 60-65 let a děti od 120 do 140 cm je za poloviční cenu 35 juanů. Senioři nad 65 let a děti do 120 cm mají vstup zdarma.

## V kultuře
Zejména během období Kchaj-jüan[nepřesný odkaz] za vlády dynastie Tchang byla věž oblíbeným místem mnoha básníků a vzdělanců. Objevuje se ve verších mnoha velikánů čínské poezie té doby jako jsou: "nesmrtelný básník" Li Po, dále Meng Chao-Žan nebo Cui Hao, který je autorem slavné básně „Věž žlutého jeřába“. Báseň s identickým jménem věnovanou Věži žlutého jestřába napsal také čínský diktátor Mao Ce-tung.
Za zmínku stojí čínský animovaný film Chang An z roku 2023, který věž zachycuje během doby své největší slávy za dynastie Tchang a přibližuje toto období modernímu divákovi.